# أرق الذرة الأسمر
أرق الذُرَة الأسمر أو مَنّ أوراق الذرة الصفراء (الاسم العلمي: Rhopalosiphum maidis)، هي حشرة صغيرة مستطيلة سمراء اللون خضراء البطن، طولها من 1 إلى 2 مم. يكثر وجودها في البلاد الحارة. تركب الذرة والذرة الصفراء والقصب والحنطة والشعير والشوفان.